# 윈도우 서버
윈도우 서버(Windows Server)는 마이크로소프트사가 공개한 서버 운영 체제의 상품 이름이다. 이 이름은 다음의 소프트웨어에서 쓰여왔다.

## 버전
- 윈도우 2000 서버, 윈도우 2000 기반(지원 종료)
- 윈도우 서버 2003 (R2), 윈도우 XP 기반(지원 종료)
- 윈도우 서버 2008, 윈도우 VISTA 기반(지원 종료)
- 윈도우 서버 2008 R2, 윈도우 7 기반(지원 종료)
- 윈도우 서버 2012, 윈도우 8 기반
- 윈도우 서버 2012 R2, 윈도우 8.1 기반
- 윈도우 서버 2016, 구형 윈도우 10 기반, 2016년 9월 출시
- 윈도우 서버 2019, 신형 윈도우 10 기반, 2018년 10월 출시
- 윈도우 서버 2022, 윈도우 10 21H2 기반, 2022년 출시
- 윈도우 스몰 비즈니스 서버, 중소기업을 위한 마이크로소프트 서버 통합형 윈도우 서버 기반 운영 체제
- 윈도우 이센셜 비즈니스 서버, 스몰 비즈니스 서버와 비슷한 제품이지만 중간 크기의 기업에서만 쓸 수 있는 운영 체제
- 윈도우 홈 서버, 파일 공유, 스트리밍, 자동화 백업, 원격 제어 등을 위한 홈 서버 운영 체제

## 같이 보기
- 마이크로소프트 서버, 윈도우 서버를 실행하는 수많은 서버 제품
- 넷웨어, 노벨 오픈 엔터프라이즈 서버